# Blaffertsberg
Blaffertsberg ist eine Ortslage im Stadtbezirk Ronsdorf der bergischen Großstadt Wuppertal in Nordrhein-Westfalen/Deutschland.

## Lage und Beschreibung
Die Ortslage liegt im nördlichen Teil im Wohnquartier Blombach-Lohsiepen und im südlichen Teil zum Teil im Wohnquartier Schenkstraße östlich des Ronsdorfer Ortszentrums an der Kreisstraße 4 an der Stadtgrenze zu Remscheid. Benachbarte Ortslagen sind  die Orte und Wohnplätze Kratzkopf, Im Büschgen, Kottsiepen, Boxberg, Rehsiepen und die Remscheider Orte Klauser Delle und Großhülsberg. Nördlich von Blaffertsberg befindet sich der Bahnhof Wuppertal-Ronsdorf an der Bahnstrecke Wuppertal-Oberbarmen–Opladen, die unmittelbar am Ort vorbeiführt. In Blaffertsberg befindet sich ein Umspannwerk.

## Etymologie und Geschichte
Auf der Topographischen Aufnahme der Rheinlande von 1824 ist der Ort mit Beschriftung und auf der Preußischen Uraufnahme von 1843 unbeschriftet verzeichnet. An Blaffertsberg vorbei wurde von 1792 bis 1794 die Straße von Ronsdorf nach Lüttringhausen angelegt, die heutige Kreisstraße 4 (Lüttringhauser Straße).
1832 gehörte Blaffertsberg zur Boxberger Rotte des ländlichen Außenbezirks der Stadt Ronsdorf. Der laut der Statistik und Topographie des Regierungsbezirks Düsseldorf als Einzelne Häuser kategorisierte Ort besaß zu dieser Zeit zwei Wohnhäuser und ein landwirtschaftliches Gebäude. Zu dieser Zeit lebten 19 Einwohner im Ort, zwei katholischen und 18 evangelischen Glaubens. Im Gemeindelexikon für die Provinz Rheinland von 1888 werden sieben Wohnhäuser mit 90 Einwohnern angegeben.
Durch Blaffertsberg führte die Verbindungsstraße von Ronsdorf über Kratzkopf, Im Büschgen, Blaffertsberg und Klausen nach Lüttringhausen, die heutige Lüttringhauser Straße. Sie wurde in den 1740er Jahren als Teil der Straßenverbindung Werden – Elberfeld – Ronsdorf – Lüttringhausen – Lennep ausgebaut.
Am 15. Mai 1900 kamen im Rahmen eines Gebietsaustauschs einzelne Häuser am Blaffertsberg von Lüttringhausen nach Ronsdorf.
Anfang des 20. Jahrhunderts wurde bei Blaffertsberg die Feuerwerkskörperfabrik Carl Lippold KG gegründet, die bis 1914 Feuerwerkskörper herstellte. Ihr folgte die pyrotechnische Fabrik Moog, die 1923 von Blaffertsberg nach Flügel umsiedelte. 1938, 1939/41 und 1949/50 wurden auf dem Gelände der ehemaligen Feuerwerkskörperfabrik die heute denkmalgeschützte Werkssiedlung Reinshagen der Firma Kabelwerke Reinshagen errichtet. Eine der Straßen in der Siedlung, die zur Ortslage führt, wurde 1935 in Blaffertsberg umbenannt (zuvor Oststraße). Die heutige Lüttringhauser Straße vom Ronsdorfer Ortszentrum zur Ortslage hieß bis 1935 Blaffertsberger Straße.